# Smyčcový kvartet č. 10 (Dvořák)
Smyčcový kvartet č. 10 Es dur, op. 51, B92 „Slovanský“ napsal Antonín Dvořák (1841–1904) roku 1879 a věnoval jej houslistovi německého původu Jeanu Beckerovi (1833 – 1884).
Becker působil jako primario Florentinského kvarteta - věhlasného ve své době převážně uváděním velkých klasických mistrů, které hodně cestovalo po Evropě. Za iniciativou stál český vlastenec, sokolský činovník, klavírista a advokát Karel Kozánek, který Dvořáka jménem Beckerovým oslovil z Kroměříže, kde kvartet hostoval na pozvání dirigenta Moravanu knížete Rudolfa Thurn-Taxise. Uctivě Dvořáka oslovil a žádal po něm v dopise, aby Mistr vytvořil ryze slovanskou skladbu. Dvořák smyčcový kvartet č. 10 tedy nakonec složil. Primus kvarteta Jean Becker, kterému je skladba věnována se sám také věnoval komponování, inspirován francouzským lidovým Gavottem, také je možné že jej hluboce zasáhly Dvořákovy Slovanské tance.

## Hudební kritik Louis Ehlert a Dvořák
V berlínských novinách Nationalzeitung se zmínil hudební kritik Ehlert o mizerné úrovni hudebních skladatelů, o tom jak je rozladěn neoriginalitou, prázdností a lhostejností produkce až narazil na dvě díla jakéhosi Čecha Dvořáka a to Slovanské tance a Moravské písně:
"...když tu náhle dvě díla od neznámého mi dosud skladatele zaujala veškerou mou pozornost: Slovanské tance pro klavír na čtyři ruce a Moravské písně, třináct dvojzpěvů pro soprán a alt od Antonína Dvořáka. Skladatel je Čech, žije v Praze a byl ještě před několika lety violistou při tamní opeře. Uveřejnil dosud jen málo skladeb, má však prý na kontě mnoho děl, mezi nimi i kvartety a symfonie. Toť vše, čeho jsem se až dosud mohl o něm dopátrat. Abych věc zkrátka pověděl: zde je konečně opět jednou celý talent, a sice talent zcela přirozený." Tato zmínka vzbudila v Berlíně senzaci.
Národní, lokálním lidovým koloritem navoněná díla byla v 19. století stále více oblíbeným artiklem. Ale způsob, jakým na tato témata reagoval Dvořák a jakým způsobem dokázal zpracovávat látku byla nevšední a neobyčejná.